# Most na rijeci Dobri u Erdelju
Most na rijeci Dobri je most koji se nalazi na rijeci Dobri u naselju Erdelj koje se nalazi u sastavu općine Generalski Stol, zaštićeno kulturno dobro.

## Opis dobra
Most na rijeci Dobri smješten je u naselju, na prometnici koja povezuje Karolinsku i Jozefinsku cestu. Sagrađen je od kamena s četiri pravilno ritmizirana polukružno završena svođena lučna otvora jednakog raspona. Parapet niske pune kamene ograde odvojen je od čeonog zida mosta jednostavno profiliranom trakom, a istaknut je različitom obradom i vrstom kamena. Most je sagrađen 1885. godine, a nakon manje devastacije u Drugom svjetskom ratu obnovljen je 1946. godine. Kvalitetan je primjer kamene mostogradnje druge polovice 19.stoljeća sa sačuvanim konstruktivnim i oblikovnim karakteristikama.

## Zaštita
Pod oznakom Z-5284 zaveden je kao nepokretno kulturno dobro – pojedinačno, pravna statusa zaštićena kulturnog dobra, klasificirano kao "profana graditeljska baština".